# Ermelo (Niederlande)
Ermelo (anhörenⓘ) (niedersächsisch Armel) ist ein ausgedehntes Dorf und eine Gemeinde der niederländischen Provinz Gelderland in der Veluwe. Am 1. Januar 2025 hatte Ermelo 28.127 Einwohner.

## Orte
- Ermelo, wo sich die Gemeindeverwaltung befindet
- Leuvenum, ein kleiner Weiler
- Staverden, eine Gruppe Bauernhöfe um ein Schloss, nahe der Landstraße Apeldoorn – Harderwijk
- Drie (tatsächlich drei alte Bauernhöfe, mit einigen anderen Wohnungen)
- Horst, ein Weiler am Veluwemeer

## Lage und Wirtschaft
Ermelo liegt einige Kilometer südlich der Stadt Harderwijk, am Veluwemeer, einem Randsee des IJsselmeeres. Die Lokalzüge zwischen Amersfoort und Zwolle halten halbstündlich am Bahnhof von Ermelo.
Von großer Bedeutung für die Wirtschaft von Ermelo sind der Tourismus und die großen psychiatrischen Kliniken im Ort.

## Politik

### Sitzverteilung im Gemeinderat
Der Gemeinderat wird seit 1982 folgendermaßen gebildet:
| Partei                       | Sitze | Sitze | Sitze | Sitze | Sitze | Sitze | Sitze | Sitze | Sitze | Sitze | Sitze |
| Partei                       | 1982  | 1986  | 1990  | 1994  | 1998  | 2002  | 2006  | 2010  | 2014  | 2018  | 2022  |
| ---------------------------- | ----- | ----- | ----- | ----- | ----- | ----- | ----- | ----- | ----- | ----- | ----- |
| CDA                          | 8     | 9     | 9     | 6     | 6     | 7     | 7     | 5     | 7     | 6     | 5     |
| één-Ermelo                   | –     | –     | –     | –     | –     | –     | –     | –     | –     | –     | 5     |
| ChristenUnie                 | –     | –     | –     | –     | –     | 4     | 3     | 3     | 3     | 4     | 3     |
| Progressief Ermelo a         | –     | –     | –     | 3     | 3     | 2     | 4     | 4     | 4     | 4     | 3     |
| SGP                          | 1     | 1     | 1     | 1     | 1     | 1     | 1     | 2     | 2     | 2     | 2     |
| VVD                          | 5     | 4     | 3     | 3     | 3     | 3     | 3     | 3     | 2     | 2     | 2     |
| BurgerBelangen Ermelo b      | –     | –     | –     | –     | –     | –     | –     | –     | 3     | 3     | 1     |
| Ermelo-Liberaal              | –     | –     | –     | –     | –     | –     | –     | –     | –     | 0     | –     |
| Groep Hop                    | –     | –     | –     | –     | –     | –     | 0     | 0     | 0     | 0     | –     |
| Gelovig Democratische Unie   | –     | –     | –     | –     | 0     | 0     | 0     | 0     | 0     | –     | –     |
| Gemeentebelang b             | 2     | 2     | 2     | 3     | 3     | 3     | 2     | 2     | –     | –     | –     |
| Dorpspartij Ermelo b         | –     | –     | –     | –     | –     | –     | 1     | 2     | –     | –     | –     |
| SP                           | –     | 0     | 0     | 1     | 1     | 1     | –     | –     | –     | –     | –     |
| RPF                          | 1     | 0     | 3     | 4     | 4     | –     | –     | –     | –     | –     | –     |
| GPV                          | 0     | 0     | 3     | 4     | 4     | –     | –     | –     | –     | –     | –     |
| Progressieve Federatie a c d | –     | 3     | 2     | –     | –     | –     | –     | –     | –     | –     | –     |
| Ermelo2000 a d               | 1     | –     | 1     | –     | –     | –     | –     | –     | –     | –     | –     |
| PvdA c                       | 1     | –     | –     | –     | –     | –     | –     | –     | –     | –     | –     |
| D66 c                        | 0     | –     | –     | –     | –     | –     | –     | –     | –     | –     | –     |
| Gesamt                       | 19    | 19    | 21    | 21    | 21    | 21    | 21    | 21    | 21    | 21    | 21    |

Anmerkungen

### Bürgermeister
Seit dem 1. Dezember 2022 ist Hans van Daalen (ChristenUnie) amtierender Bürgermeister der Gemeinde. Zu seinem Kollegium zählen die Beigeordneten Sarath Hamstra (CDA), Hugo Weidema (één-Ermelo), Ronald van Veen (ChristenUnie) sowie der Gemeindesekretär Aldrik Weststrate.

## Geschichte
Bereits um 2300 v. Chr., in der Jungsteinzeit, lebten hier Menschen. Das ging aus archäologischen Grabungen in Ermelo hervor.
- Zur römischen Vergangenheit siehe den separaten Artikel Marschlager Ermelo.

Ermelo wurde als Irminlo (Große Lichtung im Wald) im Jahr 855 erstmals urkundlich erwähnt. Im Frühmittelalter sollen Sachsen oder Franken hier eine Siedlung gehabt haben. Ob diese Menschen hier den Gott Irmin verehrt haben, ist nicht erwiesen. Die in vielen Büchern erwähnte These, nach der Ermelo vom Götternamen Irmin stamme, wird in letzter Zeit von Wissenschaftlern stark angezweifelt. Irmin soll einfach ein altes Wort für „groß“ sein.
Im 13. Jahrhundert entstand südöstlich von Ermelo ein bedeutendes Jagdschloss namens Staverden. Die Herren dieses Schlosses erhielten vom Herzog von Geldern für die Umgebung des Hauses das Stadtrecht sowie das exklusive Recht, weiße Pfauen zu züchten. Die Federn dieser Vögel dienten als Verzierung von Hüten des Hochadels und wurden teuer vermarktet. Das Schloss wurde mehrmals zerstört; das heutige weißgetünchte Gebäude datiert vom Jahr 1905.
Ermelo selbst war bis etwa 1830 ein etwas ärmliches Bauerndorf. Eine Verbesserung der Lage trat ein, als der Zuiderzeestraatweg, eine gute Straße der Zuiderseedörfer zwischen Amersfoort und Zwolle, fertiggestellt wurde. Dann folgte 1862 die Eröffnung eines Kleinbahnhofs am Rand des Dorfes. Um 1870 siedelten sich hier die beiden großen psychiatrischen Anstalten Veldwijk und ’s Heeren Loo an. Um 1950 kam eine große Kaserne hinzu, wodurch das Militär zum zweitgrößten Arbeitgeber des Dorfes wurde. Ermelo bildete bis dahin mit dem benachbarten Nunspeet eine Gemeinde. Durch Interessenkonflikte, unter anderem auf wirtschaftlichem Gebiet, kam es 1972 zur Abspaltung der Gemeinde Ermelo (Siehe: Nunspeet#Geschichte).
Ermelo gehört zum sogenannten Bibelgürtel der Niederlande, wo calvinistisch orientierte reformierte Christen einen beträchtlichen Bevölkerungsanteil stellen und auch politischen Einfluss haben. So wurde im Jahr 2009 ein öffentliches Fluchverbot erneuert, das sich auf das zweite der Zehn Gebote der Bibel bezieht.

## Sehenswürdigkeiten

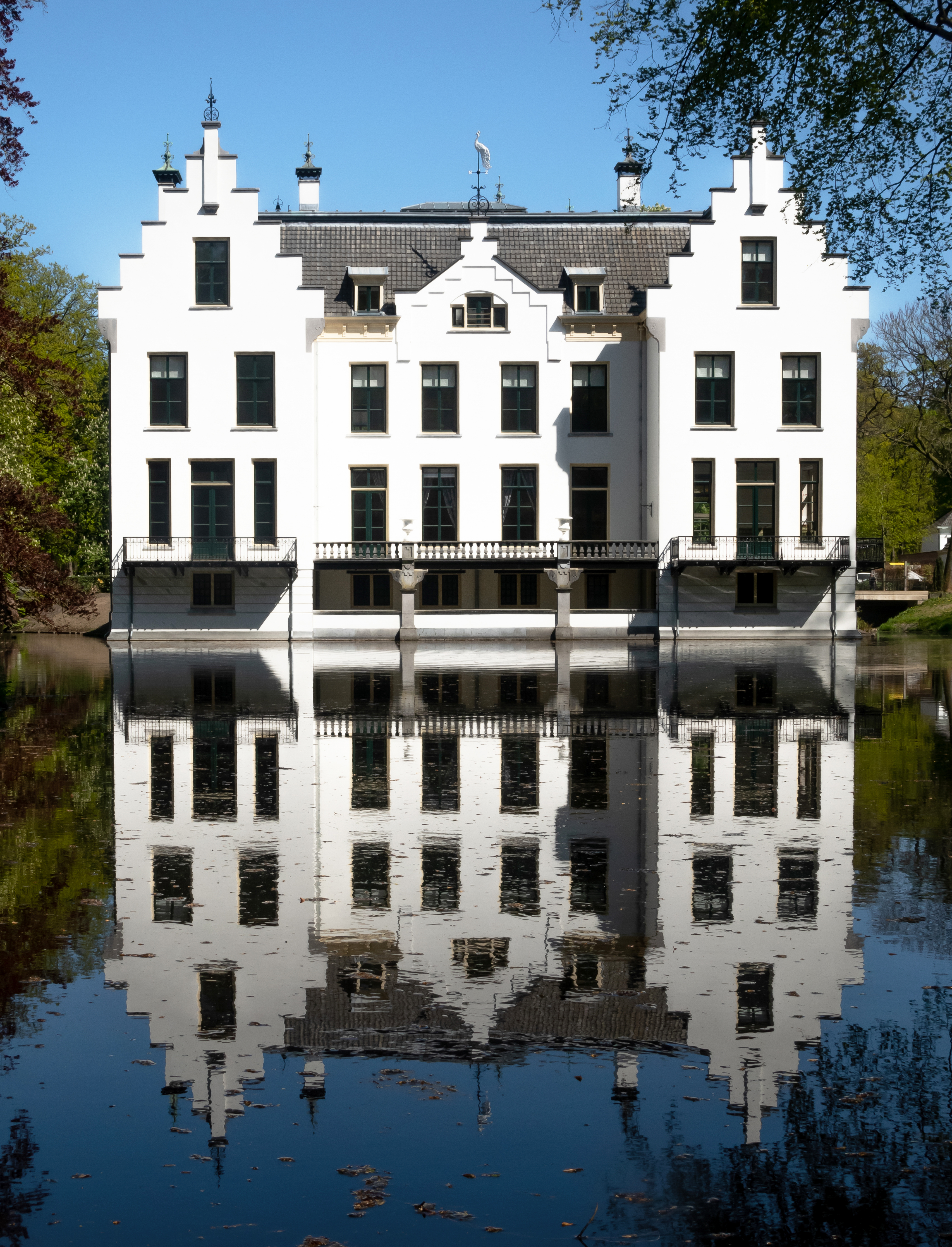
Schloss: kasteel Staverden

- Strand Horst: ein Badestrand mit Jachthafen und anderen Wassersportmöglichkeiten am Veluwemeer; die Autobahn A28 Amersfoort – Zwolle hat hier eine Ausfahrt;
- die vielen Wald- und Heidegebiete der Veluwe, wo viele Wanderungen und Radtouren möglich sind; auch für Reiter gibt es Möglichkeiten;
- die Umgebung des Schlosses Staverden (das Schloss selbst ist in Privatbesitz und kann nicht besichtigt werden).

## Söhne und Töchter der Gemeinde
- Nicolet Bakker (* 1984), Fußballschiedsrichterassistentin
- Michiel de Ruiter (* 1964), Freestyle-Skier
- Aart Vierhouten (* 1970), Radrennfahrer
- Kees Vlaardingerbroek (* 1962), Musikwissenschaftler
- Werner Vogels (* 1958), Informatiker